# Matthías Jochumsson

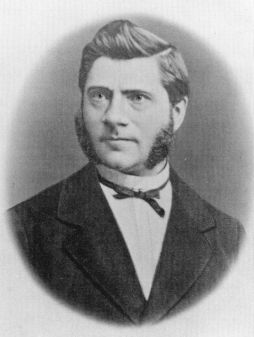
Matthías Jochumsson, gefotografeerd tussen 1867 en 1890 door Sigfús Eymundsson (collectie Ljósmyndasafn Reykjavíkur)

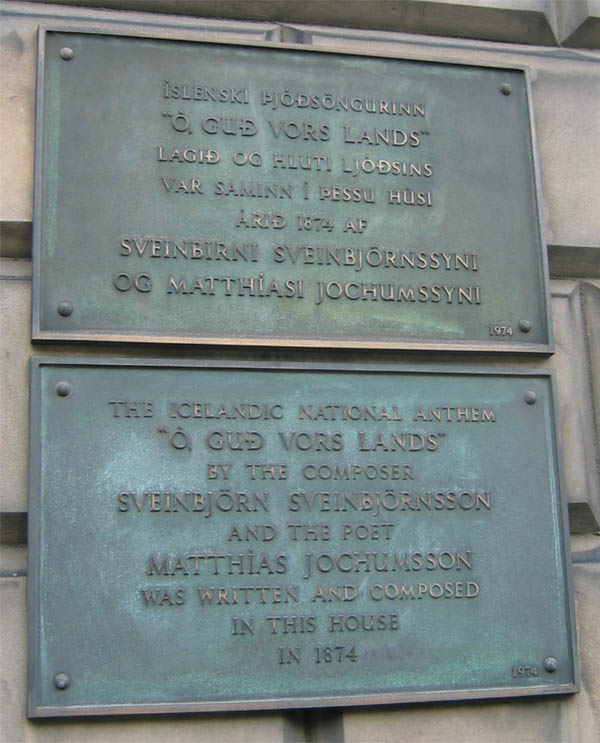
Herinneringsplaquette aan het huis in Edinburgh waar Matthías in 1874 de eerste strofe van het IJslandse volkslied schreef

Matthías Jochumsson (Skógar, 11 november 1835 - Akureyri, 18 december 1920) was een IJslandse dichter, toneelschrijver, vertaler en journalist. Hij is vooral bekend om zijn poëzie en schreef de tekst van Lofsöngur, het IJslandse volkslied.

## Leven en werk
Als zoon van een arm boerenechtpaar kon Matthías pas laat een schoolopleiding volgen. In 1865 ging hij theologie studeren in Reykjavík. Vervolgens trok hij naar het Europese vasteland om zijn opleiding voort te zetten. Hij werd Evangelisch-Luthers predikant in het centrum van Reykjavik, maar nam in 1873 ontslag na de dood van zijn tweede vrouw, omdat hij twijfelde aan zijn roeping. Hij koos voor de journalistiek en werkte enige tijd als redacteur bij een nieuwsweekblad, maar werd daarna toch weer predikant. Hij oefende dit ambt uit totdat het Alþingi, het parlement van IJsland, hem in 1900 als eerste IJslander een stipendium toekende voor zijn dichtkunst. Vanaf dat moment was hij een van de belangrijkste literaire figuren in het land.
Matthías verwierf roem met zijn vertalingen van werken uit de wereldliteratuur, van onder meer Shakespeare, Byron, Ibsen en Tegnér. Met zijn eigen toneelstukken, zoals Útilegumennirnir (Mannen buiten de wet) uit 1864 (hernoemd tot Skugga-Sveinn in 1898), legde hij de grondslag voor het moderne IJslandse drama. Toch is het vooral zijn poëzie waardoor hij bekend gebleven is. Hij keerde terug naar het Oudnoordse metrum en koos onderwerpen uit de Oudnoordse volksliteratuur. Zo bezong hij de vogelvrijverklaarde Grettir Ásmundarson uit de Grettirs saga. Ook schreef hij het lofdicht Eggert Ólafsson, ter herinnering aan een 18e-eeuwse voorman van de IJslandse taal en cultuur.
Op een melodie van de componist Sveinbjörn Sveinbjörnsson schreef hij, op reis in Edinburgh en Londen, zijn bekendste gedicht Lofsöngur (Lofzang) met de openingsregel "Ó, guð vors lands! Ó, lands vors guð!" ("O, God van ons land!"). Het werd in 1874 uitgeroepen tot het nationale volkslied van IJsland, hoewel hij het niet met dat doel geschreven had. Het wordt echter niet beschouwd als zijn beste werk en ook hijzelf sloeg het niet hoog aan. Zijn dichtkunst wordt beoordeeld als verfijnd en elegant, maar ook wel als onevenwichtig. Volgens critici bevat zijn oeuvre, naast veel van blijvende waarde, ook veel middelmatigs. Toen Matthías in 1920 overleed, gold hij onbetwist als de nationale dichter van IJsland.

## Postuum
- Matthías Jochumssons autobiografie Sögukaflar af sjálfum mér (Verhalen van mijn leven) verscheen postuum in 1922.
- Zijn huis Sigurhæðir, dat hij in 1903 had laten bouwen in Akureyri, is thans een museum, gewijd aan zijn leven en werk.
- In 2006 verscheen de biografie Upp á Sigurhæðir – saga Matthíasar Jochumssonar, van de hand van Þórunn Erlu Valdimarsdóttir.

- Gemeinsame Normdatei: 123612497
- International Standard Name Identifier: 0000 0000 5035 0405
- Library of Congress Control Number: n81108729
- MusicBrainz: cdd76a6c-0176-4c0d-8364-8f7c5830c0ad
- Nederlandse Thesaurus van Auteursnamen: 155983008
- LIBRIS: 262309
- Système universitaire de documentation: 251647641
- Virtual International Authority File: 3384466